# Acueducto Independencia
El Acueducto Independencia es una obra de distribución de agua construida para aumentar el abasto de tal líquido a la ciudad mexicana de Hermosillo, Sonora conectando a las presas El Novillo (Plutarco Elías Calles) y Abelardo L. Rodríguez siguiendo la cuenca del río Yaqui para solucionar la sequía que la ciudad de Hermosillo viene enfrentando desde algunos años. Fue inaugurado el 30 de marzo de 2013. Es el segundo acueducto más grande de México.
Su construcción ha dado origen a varios conflictos entre el gobierno del estado de Sonora y miembros del pueblo yaqui y a recursos legales que han provocado la decisión de la Suprema Corte de Justicia de la Nación al respecto.

## Historia
La ciudad de Hermosillo se encuentra emplazada en una zona de clima desértico, por lo que históricamente ha tenido problemas de suministro de agua potable, por ello, en el año de 1944 el gobernador de Sonora Abelardo L. Rodríguez propuso al congreso local la creación de una presa que almacenara las aguas del río Sonora y del río san Miguel y abasteciera a la ciudad. La presa se ubicó al oriente de la ciudad y desde entonces se convirtió en la única fuente de abastecimiento de agua superficial para todo Hermosillo con una capacidad de almacenamiento de 254 millones de metros cúbicos.
Pero, desde 1995 Sonora se enfrenta a una sequía generalizada, que comenzó a disminuir la cantidad de agua que la presa captaba, provocando que en 2010 la presa Abelardo L. Rodríguez llegara a secarse, teniendo con un volumen útil de agua de 0%.
Por esa razón en 2010, el gobierno del estado de Sonora encabezado por Guillermo Padrés Elías propuso la creación del "Acueducto Independencia" para llevar el agua almacenada en la presa Plutarco Elías Calles, conocida como presa El Novillo, ubicada entre los municipios de Soyopa y San Pedro de la Cueva a la presa Abelardo L. Rodríguez, proyectándose la dotación de 75 millones de metros cúbicos de agua y como parte del programa "Sonora SI" que tiene como fin crear un conjunto de obras hidráulicas en todo Sonora y que se anuncia como supuestamente "la más grande obra de ingeniería en la historia" de ese estado.
El 8 de diciembre de 2010, se inició con la construcción del acueducto e inicialmente se planeaba terminar la obra en el verano de 2012. La construcción de la obra terminó en noviembre de 2012. Fue inaugurada ese mismo mes por el presidente Felipe Calderón Hinojosa, pero inició operaciones hasta abril de 2013 cuando comenzó a bombear agua para Hermosillo.
Algunos agricultores pertenecientes a la tribu Yaqui del pueblo de Vícam se opusieron a la obra y al inicio de sus actividades, ya que decían que la obra afectaba sus derechos sobre el agua de la presa La Angostura y del Río Yaqui, ya que el acueducto disminuía el flujo de agua a ellas. De esa manera conformaron el "Movimiento Ciudadano por la Defensa del Agua" y presentaron un juicio de amparo, que fue resuelto por la Suprema Corte de Justicia de la Nación el 8 de mayo de 2013, para otorgarles a los agricultores el derecho a audiencia con la SEMARNAT. Los agricultores solicitaron detener las operaciones de la presa, pero al ver que eso no pasaba decidieron bloquear intermitentemente la importante carretera federal México-Nogales, también conocida como Internacional, en el tramo que cruza por Vícam en el municipio de Guaymas.
Meses después la Suprema Corte, decidió anular la Manifestación de Impacto Ambiental en que la obra se basaba y en diciembre del mismo año se ordenó dar audiencia a los yaquis sobre el aprovechamiento del agua.
La reunión de audiencia se llevó a cabo el 21 de enero de 2013 en las oficinas federales de la SEGOB, donde asistieron los miembros del "Movimiento ciudadano por el agua", Guillermo Padrés Elías, gobernador de Sonora; Mario López Valdez, gobernador de Sinaloa; Miguel Ángel Osorio Chong, titular de SEGOB; David Korenfeld, titular de CONAGUA y Juan José Guerra Abud, titular de SEMARNAT. En tal reunión se decidió que el Acueducto Independencia sería manejado por gobierno federal a través de CONAGUA, que vigilará que se respeten los derechos de los yaquis sin retirar el suministro de agua a Hermosillo. Los yaquis acordaron el retiro del bloqueo de la carretera.

## Detalles técnicos
El acueducto cruza los municipios de Hermosillo, Ures, Mazatán, Villa Pesqueira y Soyopa en el Estado de Sonora. Tiene una longitud de 135.045 metros y un diámetro de 48 y 52 pulgadas. Tiene una bomba vertical de 4 motores y otra horizontal de 6. Envía 75 millones de metros cúbicos a Hermosillo por año. Se invirtieron para su construcción 3,736,912,453 pesos.